# Robert Downey Jr.
Robert John Downey Jr. (sinh ngày 4 tháng 4 năm 1965) là một diễn viên người Mỹ. Tham gia diễn xuất từ khi mới 5 tuổi trong phim Pound của cha ông. Ông tham gia các phim như Less Than Zero, Air America, Natural Born Killers, Soapdish, The Singing Detective, Kiss Kiss Bang Bang, A Scanner Darkly, Gothika, Zodiac, Tropic Thunder, Sherlock Holmes, Sherlock Holmes: Trò chơi của bóng đêm,... Downey nổi tiếng toàn cầu vai diễn Tony Stark / Người Sắt trong các bộ phim thuộc Vũ trụ Điện ảnh Marvel như Iron Man (2008), Iron Man 2 (2010), The Avengers (2012), Iron Man 3 (2013), Avengers: Age of Ultron (2015), Captain America: Civil War (2016), Avengers: Infinity War (2018) và đặc biệt là siêu bom tấn Avengers: Endgame (2019). Ông cũng tham gia 3 series truyền hình là: Saturday Night Live, Ally McBeal và Family Guy.
Downey được trao 2 Giải Quả Cầu Vàng cho Diễn viên chính xuất sắc nhất trong phim Short Cuts (1994) và Sherlock Holmes (2010), 1 giải Quả Cầu Vàng cho diễn viên phụ xuất sắc nhất trong series truyền hình Ally McBeal. Ông từng được đề cử trao Giải Oscar cho nam diễn viên chính xuất sắc nhất với vai diễn Charlie Chaplin trong phim Chaplin (1992).
Downey đã tham gia 6 phim mà mỗi phim đều bán được không dưới 600 triệu USD tiền vé (4 trong số đó nằm trong danh sách những phim có doanh thu cao nhất của điện ảnh Hoa Kỳ bao gồm The Avengers, Iron Man 3, Avengers: Age of Ultron, Captain America: Civil War và Avengers: Endgame với doanh thu trên 1 tỉ USD mỗi phim), Ông đứng đầu trong danh sách những nam diễn viên có thu nhập cao nhất của tạp chí Forbes năm 2013 với tổng thu nhập ước tính trên 75 triệu USD chỉ riêng trong khoảng từ tháng 6 năm 2012 tới tháng 6 năm 2013.

## Tiểu sử
Robert Downey sinh tại Manhattan, thành phố New York. Ông là người con thứ hai của Robert Downey, Sr - một diễn viên, đạo diễn, nhà sản xuất - và Elsie Downey - cũng là một diễn viên. Gia đình ông có nguồn gốc Do Thái và Công giáo. Ban đầu, cha của ông được đặt tên là Robert Elias nhưng sau đó lại tự đổi thành Robert Downey, lấy theo tên của cha dượng là James Downey vì ông muốn được tuyển vào quân đội.
Ngay từ khi còn bé, Downey đã dính líu tới thuốc phiện. Cha ông, vốn là một kẻ nghiện thuốc, đã cho phép con mình sử dụng cần sa từ khi mới 6 tuổi. Downey nói rằng:"Khi hai cha con tôi sử dụng thuốc cùng nhau, đó như thể là việc ông ấy cố gắng muốn bày tỏ tình yêu dành cho tôi, theo cách mà chỉ ông ấy hiểu" ("When my dad and I would do drugs together, it was like him trying to express his love for me in the only way he knew how."). Về sau, ông tiếp tục dành nhiều đêm lạm dụng rượu và thuốc.
Ông đóng nhiều phim của cha mình từ hồi còn nhỏ trong vai những cậu bé. Vai diễn đầu tiên của ông là một cậu bé ốm yếu trong phim Pound (1970) lúc ông 5 tuổi. 7 tuổi, ông đóng phim Greaser's Palace. 10 tuổi, ông tới sống ở Luân Đôn, theo học chương trình dạy múa Ballet cổ điển. Sau đó, ông quay trở về New York, tham gia trại hè Stagedoor Manor Performing Arts Training Center. Khi cha mẹ li dị năm 1978, ông chuyển đến sống cùng cha ở California. Nhưng vào năm 1982 ông bỏ học từ trường Santa Monica High School và quay trở lại New York, dành toàn tâm theo đuổi nghiệp diễn.
Downey và Kiefer Sutherland là bạn cùng phòng trong 3 năm khi Downey mới chuyển tới Hollywood, họ từng đóng vai trong phim 1969.

## Sự nghiệp

### Khởi đầu thành công
Downey khởi đầu sự nghiệp bằng các vai diễn trong nhà hát. Năm 1985, ông trở thành một phần của nhóm diễn viên trẻ tuổi tham gia chương trình hài Saturday Night Live. Nhưng chỉ 1 năm sau, dưới áp lực của những lời chỉ trích cũng như đánh giá thấp, ông và các đồng nghiệp trẻ khác đã dần bị thay thế. Cũng trong năm này, ông đã có một bước đột phá khi đóng thành công vai Jimmy Parker trong phim Tuff Turf của đạo diễn Fritz Kiersch, và sau đó là một tên lưu manh trong phim Weird Science của John Hughes. Sau đó, John Hughes từng cân nhắc cho ông thủ vai Duckie trong phim Pretty in Pink (1986), nhưng cuối cùng vai diễn lại thuộc về Jon Cryer. Vai diễn chính đầu tiên của Downey là Molly Ringwald trong phim The Pick-up Artist. Vì những điều trên và các bộ phim mà Downey đã đóng trong suốt thập niên 80 nên đôi khi ông còn được gọi như là một thành viên của nhóm  Brat Pack.
Năm 1987, Downey đóng vai Julian Wells, một cậu thanh niên giàu có nhưng nghiện ngập và đang mất kiểm soát, trong một phiên bản khác của tiểu thuyết Less Than Zero của nhà văn Bret Easton Ellis. Diễn xuất của ông trong phim được giới chuyên môn rất ngợi ca. Thành công của phim đã đưa Downey tới những bộ phim lớn hơn với sự góp mặt của nhiều diễn viên tên tuổi như Chances Are (1989) (diễn cùng Cybill Shepherd và Ryan O'Neal), Air America (1990) (diễn cùng Mel Gibson), Soapdish (1991) (diễn cùng Sally Field, Kevin Kline và Whoopi Goldberg).
Năm 1992, Downey đảm nhiệm vai Charlie Chaplin trong phim Chaplin (1992), một vai diễn đòi hỏi ông phải chuẩn bị một cách toàn diện, chẳng hạn như học chơi Violin và chơi quần vợt bằng tay trái... Thậm chí ông đã có riêng một Huấn luyện viên chỉ để bắt chước các động tác của Chaplin. Vai diễn đã mang lại cho Downey một đề cử Oscar cho nam diễn viên chính xuất sắc nhất lần thứ 65 (Giải thưởng năm đó thuộc về Al Pacino với bộ phim Scent of a Woman). 
Những bộ phim khác của Downey trong thập kỉ 90 có thể kể đến như Heart and Souls, Only You, Natural Born Killers, Restoration, Two Girls and a Guy, Black and White, Short Cuts, Richard III, và The Last Party, phim tài tài liệu do chính ông viết. 

### Những rắc rối trong sự nghiệp (1996 - 2001)
Suốt từ năm 1996 đến 2000, Downey đã bị bắt giữ nhiều lần với lời buộc tội sử dụng cocain, Heroin và cần sa. Ông bị đưa vào trại cai nghiện nhưng đều không có hiệu quả. Giải thích với thẩm phán ông nói rằng: "Khi đó tôi có cảm tưởng như thể mình đang nhét súng vào trong miệng, còn tay thì đang đặt trên cò súng vậy, và tôi thấy thích mùi vị kim loại của khẩu súng." ("It's like I've got a shotgun in my mouth with my finger on the trigger, and I like the taste of the gun metal."). Downey đã thú nhận rằng, sở dĩ ông khó cai thuốc là bởi vì ông đã bị nghiện từ hồi 8 tuổi, và chính cha ông, một người nghiện thuốc, đã lôi kéo ông vào con đường nghiện ngập.
Tháng 4 năm 1996, Downey bị bắt vì tội tàng trữ Heroin, Cocain và vũ khí khi đang lái xe quá tốc độ trên đại lộ Sunset. Một tháng sau, trong khi đang được tạm tha, ông đã đột nhập vào nhà một người hàng xóm khi đang bị ảnh hưởng bởi chất kích thích và đã gục trên giường. Ông liền bị bị kết án 3 năm thử thách và yêu cầu bắt buộc phải kiểm tra nghiện thuốc. Tuy nhiên, việc không vượt qua cuộc xét nghiệm tra theo lệnh của tòa đã khiến Downey phải dành 4 tháng trong trại cai nghiện Los Angeles County. Sau đó ông tiếp tục bị bắt giữ một lần nữa vào năm 1999 cũng với lý do tương tự. Lần này ông bị kết án tù 3 năm trong trại California Substance Abuse Treatment Facility and State Prison. Trong khoảng thời gian này, các dự án phim của ông bị hủy, ngoại trừ phim In Dream. Ông cũng được thuê để lồng tiếng cho The Devil trong loạt phim hoạt hình God, the Devil and Bob trên kênh NBC, nhưng ông đã bị sa thải khi không đến các buổi tập.
Sau một năm trong trại cai nghiện, với số tiền bảo lãnh 5000 USD, Downey bất ngờ được thả tự do. Thẩm phán đã quyết định rằng tổng thời gian ông bị giam giữ đã đủ để được ra tù sớm. Một tuần sau, ông tham gia bộ phim truyền hình nổi tiếng Ally McBeal trong vai người yêu mới của nhân vật chính do Calista Flockhart thủ vai. Diễn xuất của ông được giới phê bình đánh giá cao. Một năm sau, ông được một đề cử giải Emmy cho nam diễn viên phụ xuất sắc nhất hạng mục phim hài và một giải thưởng Quả cầu Vàng cho nam diễn viên phụ xuất sắc nhất hạng mục phim truyền hình. Ông cũng xuất hiện trong vai trò tác giả và ca sĩ trong Album của phim Ally McBeal: For Once in My Life. Mặc dù thành công của bộ phim là rất rõ ràng, nhưng Downey vẫn khẳng định rằng vai diễn của ông đã được thổi phồng. Tháng 1 năm 2001, ông nhận lời mời đóng vai Hamlet trong bộ phim cùng tên của đạo diễn Mel Gibson..
Trước khi kết thúc mùa đầu tiên của Ally McBeal, Downey đã bị cảnh sát bắt giữ khi họ tìm thấy trong phòng của ông tại khách sạn Merv Griffin's Hotel và tại Givenchy Spa cocain và valium. Mặc dù nếu bị kết án ông sẽ phải đối mặt với mức án lên đến 4 năm 8 tháng, Downey vẫn ký hợp đồng với Ally McBeal, theo đó ông sẽ vẫn tham gia ít nhất 8 tập của bộ phim.
Tháng 4 năm 2001, khi đang được tạm tha, cảnh sát Los Angeles đã phát hiện ra Downey đang đi lang thang chân trần ở thành phố Culver, ngay bên ngoài Los Angeles. Ông bị tạm giam vì nghi ngờ sử dụng thuốc, nhưng lại được thả sau vài giờ, dù cho kết quả xét nghiệm cho thấy ông có cocain trong người. Sau lần đó, nhà sản xuất David E. Kelley cùng các giám đốc điều hành khác của Ally McBeal đã ngay lập tức ra lệnh viết lại kịch bản và bấm máy lại các cảnh quay, đồng thời loại bỏ Downey ra khỏi bộ phim, dù cho sự thật là chính vai diễn của ông đã làm hồi sinh Ally McBeal. Vụ bắt giữ ở Culver cũng khiến ông bị mất vai trong phim America's Sweethearts. Sau đó, việc ông tiếp tục bị giam giữ cũng đã buộc Gibson phải hủy dự án Hamlet. Vào năm 2001, Downey không bào chữa gì với những lời cáo buộc ở Palm Spring để tránh án tù. Thay vào đó, ông sẽ được chuyển tới trung tâm phục hồi với thời gian thử thách là 3 năm, đó là một quyền lợi từ Đề xuất California 36, vốn được thông qua với mục đích giúp những những người nghiện ngập vượt qua cơn nghiện của họ thay vì phải vào tù.

### Sự nghiệp quay trở lại

#### Giai đoạn 2001- 2008
Sau 5 năm nghiện ngập, bị bắt giữ, đi cai nghiện, rồi bị nghiện lại,... cuối cùng Downey đã hoàn toàn thoát khỏi ảnh hưởng của thuốc và sẵn sàng quay trở lại với nghiệp diễn. Bàn luận về những nỗ lực cai nghiện không thành của chính mình trong quá khứ, ông nói với Oprah Winfrey rằng: "Khi ai đó nói, 'tôi tự hỏi thực sự có nên đi cai nghiện hay không ư?', à, bạn sẽ là một kẻ nhu nhược, bạn sẽ mất việc, và vợ bạn sẽ bỏ bạn. Có thể bạn sẽ muốn tự bắn một phát." Ông khẳng định: "Tôi nói rằng, 'Bạn biết không? Tôi nghĩ mình không thể để điều này tiếp diễn mãi được'. Và tôi tìm tới những sự giúp đỡ, tôi chạy đua với nó. Bạn cũng có thể tiếp cận với sự giúp đỡ theo kiểu bỏ dở giữa chừng, và bạn sẽ chẳng thu về ích lợi gì cả. Đó không phải là trở ngại để có thể vượt qua một vấn đề tưởng chừng như rất kinh khủng... Có gì là khó khi đưa ra một quyết định như vậy?".

Downey trở lại diễn vào tháng 8 năm 2001 khi xuất hiện trong video âm nhạc "I Want Love" của Elton John. Trong MV này, Downey đã diễn phần hình thay John. Có tất cả 16 video, và Elton John đã chọn cái cuối cùng vì theo ông, khi đó Downey trông hoàn toàn thoải mái.
Downey chỉ có thể quay trở lại với màn ảnh rộng sau khi Mel Gibson trả tiền bảo hiểm cho phim The Singing Detective (2003). Canh bạc này của Gibson đã mở đường cho Downey trở lại. Ông tiếp tục tham gia phim Gothika (2003) nhưng phải chịu khấu trừ 40% tiền lương cho tới khi bộ phim hoàn thành như là tiền bảo hiểm chống lại các hành vi nghiện ngập của Downey nếu có xảy ra.  Các điều khoản tương tự cũng đã trở thành tiêu chuẩn trong hợp đồng của ông kể từ đó.
Sau Gothika, Downey tham gia nhiều phim trong vai trò cả diễn viên chính và phụ như A Guide to Recognizing Your Saints, Good Night, Good Luck, A Scanner Darkly và Fur, một tác phẩm hư cấu của đạo diễn Steven Shainberg kể về cuộc đời của nhà báo nổi tiếng người Mỹ Diane Arbus. Ngoài ra, ông còn được chú ý với những vai diễn trong các phim như Kiss Kiss Bang Bang, The Shaggy Dog (hãng Disney), hay Zodiac (2007) (đạo diễn David Fincher).
Ngày 23 tháng 11 năm 2004, Downey cho ra mắt album đầu tay của mình The Futurist, hợp tác với Sony Classical. Tuy nó nhận về những ý kiến trái chiều nhưng Downey vẫn khẳng định rằng sẽ không có một dự án âm nhạc nào như vậy nữa, bởi vì ông cảm thấy rằng mọi tâm huyết dành cho album không được đền bù xứng đáng.
Năm 2006, Downey quay trở lại với truyền hình khi trở thành khách mời trong tập phim "The Fat Guy Strangler" của loạt phim hoạt hình hài Family Guy. Được biết trước đó, Downey đã liên lạc với nhà sản xuất và bày tỏ mong muốn được hợp tác với họ trong một tập phim vì con trai của ông, Indio là một fan hâm mộ của chương trình này. Nhà sản xuất lập tức đồng ý và đã tạo ra nhân vật Patrick Pewterschmidt, người anh em bị tâm thần đã mất tích từ lâu của gia đình Lois Griffin dành tặng cho Downey.

#### Giai đoạn 2008 đến nay
Dù nhận được nhiều lời khen dành cho sự thành công trong sự nghiệp nhưng tên tuổi Downey vẫn chưa gắn liền với một tác phẩm ăn khách nào. Điều đó đã thay đổi kể từ mùa hè năm 2008 khi ông tham gia 2 phim bom tấn là Iron Man and Tropic Thunder. Thành công của chúng không chỉ dừng ở mặt thương mại mà còn giúp Downey lọt vào danh sách 100 người có ảnh hưởng nhất năm 2008 theo tờ tạp chí Time. Viết về điều này, Ben Stiller nhận định:
"Yes, Downey is Iron Man, but he really is Actor Man.[...]In the realm where box office is irrelevant and talent is king, the realm that actually means something, he has always ruled, and finally this summer he gets to have his cake and let us eat him up all the way to the multiplex, where his mastery is in full effect."
--- Ben Stiller, The 2008 Time 100, entry No. 60, "Robert Downey Jr".---
(tạm dịch: "Phải, Downey không chỉ là Người Sắt, anh ấy còn là một diễn viên hành động thực thụ.[...] Trong lĩnh vực nơi mà doanh thu phòng vé không còn thích hợp và tài năng là vua, lĩnh vực mà thực sự có một ý nghĩa nào đó, anh ấy luôn luôn thống trị, và cuối cùng, mùa hè này anh ấy đã sở hữu cho mình một siêu phẩm và cho chúng ta được thưởng thức kết hợp theo mọi cách, nơi mà quyền lực của anh đã có hiệu quả tối đa).
Tháng 4 năm 2009, Downey mở màn bằng phim The Soloist của đạo diễn Joe Wright. The Soloist vốn đã được hoàn thành từ giữa năm 2008, nhưng vì lịch phát hành vào cuối năm quá dày đặc nên hãng Paramount Pictures đã dời nó sang năm sau. Những nhà phê bình đánh giá nó như là một ứng cử viên tiềm năng cho giải Oscar nếu nó được tung ra sớm hơn. Mặc dù vậy Downey không được đề cử ở hạng mục nào.
Tiếp đó, Downey hóa thân vào nhân vật Sherlock Holmes trong phim cùng tên của đạo diễn Guy Ritchie, được hãng Warner Bros phát hành vào ngày 25 tháng 12 năm 2009. Phim đã đạt doanh thu kỉ lục trong mùa Giáng Sinh ở các phòng vé trên toàn nước Mỹ, đánh bại phim Marley & Me (2008) tới gần 10 triệu USD và chỉ chịu thua Avatar. Nó cũng đứng thứ 8 trong danh sách những bộ phim có tổng doanh thu cao nhất năm 2009 (sau Avatar, Harry Potter and the Half-Blood Prince, Ice Age: Dawn of the Dinosaurs, Transformers: Revenge of the Fallen, 2012, Up và The Twilight Saga: New Moon). Sherlock Holmes đã giúp Downey nhận được một giải Quả Cầu Vàng cho nam diễn viên chính xuất sắc nhất hạng mục phim ca nhạc/phim hài. Phát biểu trong buổi lễ nhận giải, ông nói rằng đây quả thực là điều ông không hề ngờ tới bởi vì vợ ông, nhà sản xuất Susan Downey đã nói với ông rằng, người lên nhận giải sẽ là Matt Damon (đề cử cho vai diễn trong phim The Informant!).
Nối tiếp thành công to lớn của Iron Man (2008), Downey đồng ý tiếp tục đóng vai Tony Stark / Iron Man trong phiên bản phần hai của siêu phẩm Iron Man và The Avenger. Iron Man 2 nhanh chóng thu về cho nhà sản xuất 623,933,331 USD tiền vé, vượt qua phần 1 hơn 30 triệu USD, trở thành phim có doanh thu cao thứ 7 năm 2010 (sau Toy Story 3, Alice in Wonderland, Harry Potter and the Deathly Hallows: Part 1, Inception, Shrek Forever After và The Twilight Saga: Eclipse). Còn The Avenger thực sự là một thành công. Phim đạt doanh thu 1,46 tỉ USD toàn cầu, trở thành phim có doanh thu cao thứ ba của điện ảnh Hoa Kỳ khi chỉ đứng sau Avatar và Titanic.
Một phim đạt doanh thu cao khác của Downey trong năm 2010 là Due Date. Trong phim ông diễn chung với danh hài nổi tiếng người Hy Lạp Zach Galifianakis. Phim thu về 221 triệu USD tiền vé, đứng thứ 36 trong danh sách năm 2010. Tiếp đó vào năm 2011, ông trở lại với nhân vật Sherlock Holmes trong phần thứ 2 Sherlock Holmes: A Game of Shadows. Phim thu về 545,448,418 USD tiền vé, xếp thứ 12 năm 2011.
Năm 2012, Downey nhận lời đóng ''The Avenger'' với vai diễn Tony Stark / Iron Man. Phim nhận được nhiều lời nhận xét tích cực và nhanh chóng thống trị các phòng vé trên khắp thế giới, trở thành phim có doanh thu cao thứ tư của điện ảnh Hoa Kỳ..
Năm 2013, Downey một lần nữa đóng vai Tony Stark trong Iron Man 3. Đây là phần thành công nhất của loạt phim nói về siêu anh hùng này khi đạt 1,215,439,994 USD tiền vé, đứng vị trí thứ năm trong danh sách những phim có doanh thu cao nhất của điện ảnh Hoa Kỳ.
Dự kiến trong năm 2014, Downey sẽ tham gia phim Chef và năm 2015 sẽ là Avengers: Age of Ultron.

### Vai trò ca sĩ
Robert Downey đã từng trình bày nhiều ca khúc trong các phim ông tham gia: Chaplin, Too Much Sun, Two Girls and a Guy, Friends and Lovers, The Singing Detective và Kiss Kiss Bang Bang. Năm 2004, ông cho ra mắt album The Futurist. Năm 2008, ông cùng các bạn diễn trong phim Tropic Thunder là Ben Stiller và Jack Black hát lại ca khúc Midnight Train to Georgia do Gladys Knight và The Pips thể hiện.
Tuy nhiên, bản thu thành công nhất của ông từ trước đến nay lại là một bản làm lại ca khúc giáng sinh River của Joni Mitchell. Nó đã xuất hiện trong Album của Ally McBeal Ally McBeal: A Very Ally Christmas, được tung ra vào năm 2000. Nhân vật Larry Paul mà Downey thủ vai đã hát ca khúc này trong tập phim "Tis the Season". Bản thu được rất nhiều người ưu thích và luôn được phát sóng trên Radio vào mỗi dịp lễ Giáng Sinh hàng năm.

## Đời sống cá nhân

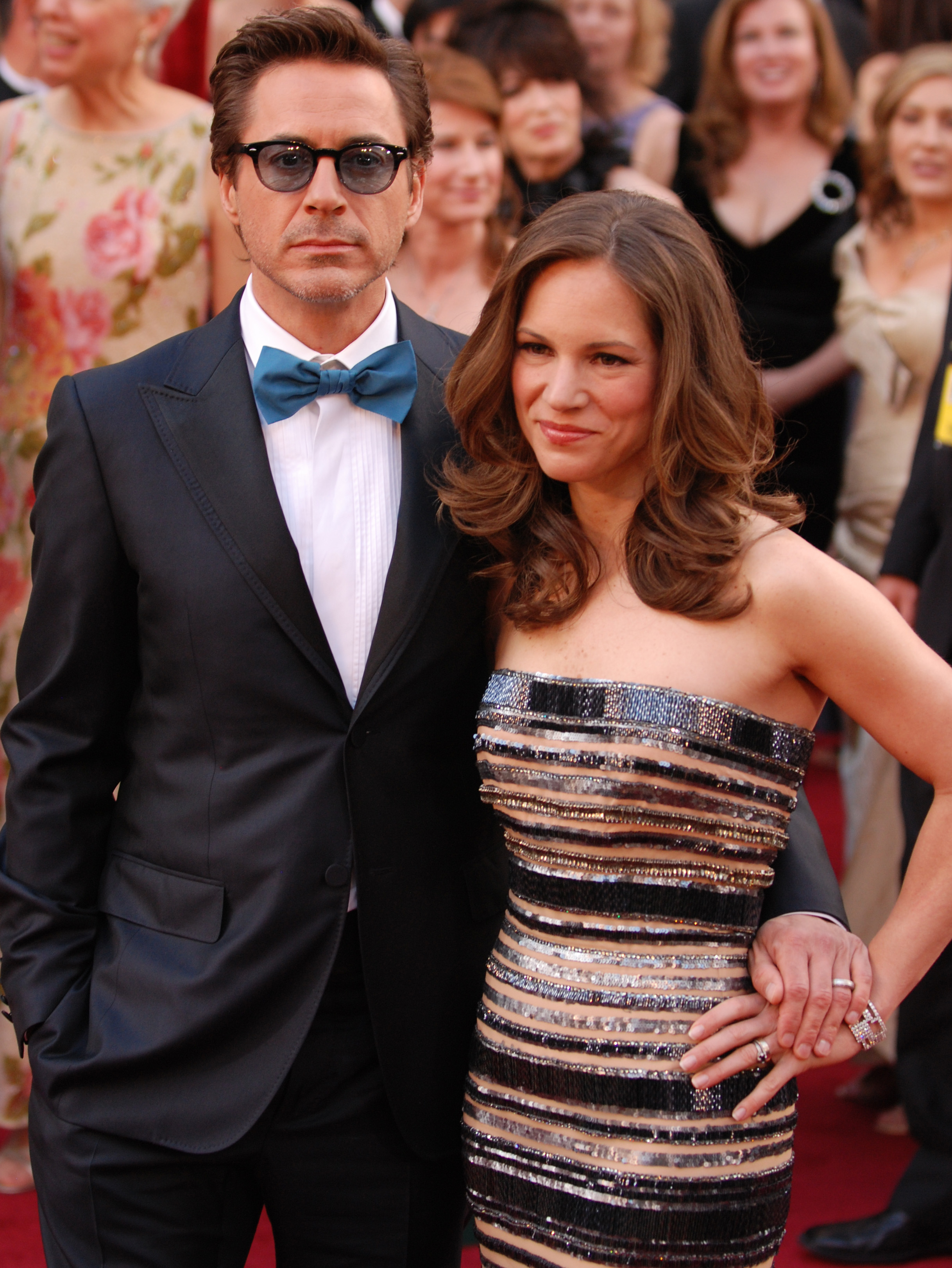
Robert Downey và Susan Downey tại lễ trao giải Oscar 2010

Robert Downey đã hẹn hò với nữ diễn viên Sarah Jessica Parker sau khi họ đang cùng diễn trong phim Firstborn. Nhưng họ đã chia tay từ năm 1991 vì lý do nghiện ngập của Downey.. Ngày 29 tháng 5 năm 1992, ông cưới ca sĩ/diễn viên Deborah Falconer chỉ sau 42 ngày hẹn hò. Họ có với nhau một người con trai, Indio Falconer Downey, sinh ngày 7 tháng 9 năm 1993 tại California Tuy nhiên cuộc sống hôn nhân của họ càng ngày càng căng thẳng khi Downey liên tục phải đi cai nghiện và lên tới đỉnh điểm vào năm 2001, giữa lúc ông bị bắt giữ lần cuối cùng và phải theo một chương trình cai nghiện dài hạn. Họ sống li thân suốt 3 năm và đến năm 2004 thì chính thức ly dị. Theo quyết định, Downey sẽ được nuôi dạy Indio.
Năm 2003, trong khi đang thực hiện phim Gothika, ông đã gặp gỡ nhà sản xuất Susan Levin, phó chủ tịch điều hành của hãng Silver Picture. Giữa Downey và Susan dần dần nảy sinh tình cảm, dù cho Susan đã hai lần từ chối Downey khi ông muốn tiến xa hơn trong quan hệ của họ. Sau khi Gothika hoàn thành, Downey đã khiến Susan vô cùng bất ngờ và hạnh phúc khi ông chính thức cầu hôn cô vào đúng vào đêm trước sinh nhật lần thứ 30. Họ kết hôn vào ngày 27 tháng 8 năm 2005 theo phong tục của người Do Thái ở Amagansett, New York. Họ có với nhau một người con trai, Exton Elias Downey, sinh ngày 7 tháng 2 năm 2012 tại Los Angeles, California. Downey chia sẻ về những khó khăn của vợ trong việc giúp ông từ bỏ ma túy và rượu: "Tôi không có sự hiểu biết nào về những bức tranh lớn hơn trong đời thực mà không có sự chung tay của cô ấy. Bởi vì nó hoàn hảo, quá hoàn hảo, một sự kết nối hoàn hảo giữa những tính cách và những món quà". Một hình xăm trên cánh tay của ông, "Suzie Q" là một cách để ông thể hiện lòng kính trọng dành cho vợ.
Họ cùng nhau thành lập một công ty sản xuất riêng vào ngày 14 tháng 6 năm 2010, công ty Team Downey. Tác phẩm đầu tay của họ sẽ là Yucatan, một phim đề tài trộm cắp dựa trên kịch bản của Steve McQueen.
Downey cho biết ông đã hoàn toàn cai nghiện thành công từ tháng 6 năm 2013, nhờ có gia đình, phương pháp điều trị hiệu quả, chương trình phục hồi 12 bước, ngồi thiền, Yoga và Vịnh Xuân Quyền. Ông tự nhận mình là một người Do Thái nhưng lại có thiên hướng Đạo Phật. Trong quá khứ, ông từng quan tâm tới đạo Cơ Đốc và hệ tư tưởng Hare Krishna.
Trong một cuộc thảo luận, Rachel McAdams, nữ diễn viên cùng đóng với ông trong Sherlock Holmes đã gọi ông là một người hùng bởi sự tận tâm trong công việc. Trong một lần khác, chính Downey cũng đã tả lại quá trình làm việc không ngừng nghỉ của mình nhằm tái hiện bức chân dung của Holmes một cách chính xác nhất, từ đó mang lại thành công cho phim.
Downey có một tình bạn lâu năm với Mel Gibson từ khi họ cùng nhau diễn trong Air America. Ông đã đứng lên bảo vệ Gibson trong cuộc tranh cãi xung quanh phim The Passion of the Christ và đã nói rằng:"Không ai là hoàn hảo" khi muốn ám chỉ tới sự cố của Gibson. Gibson kể lại:" Anh ấy là một trong những người đầu tiên gọi và muốn kết bạn. Anh ấy chỉ nói rằng:"Hey! Chào mừng tới Câu lạc bộ. Hãy cùng xem chúng ta có thể làm gì dựa trên chính mình" ("He was one of the first people to call and offer the hand of friendship. He just said, 'Hey, welcome to the club. Let's go see what we can do to work on ourselves').
Tháng 11 năm 2011, Robert Downey được vinh danh tại lễ trao giải của Hiệp Hội rạp chiếu phim Hoa Kỳ (American Cinematheque Awards) lần thứ 25. Downey đã chọn Mel Gibson để mở màn, dù cho gần đây họ có một vài mâu thuẫn. Sau lời giới thiệu của Gibson, Downey lên phát biểu nhưng không hề bàn luận về giải thưởng hay bản thân ông mà lại giải thích lý do vì sao ông chọn Gibson. Ông tiếp tục tận dụng thời gian trên sân khấu để nói những lời có cánh về Gibson và sự giúp đỡ tận tâm dành cho ông vào những thời điểm khó khăn nhất. Cuối cùng, ông nói trực tiếp với Gibson:
"Tôi yêu cầu một cách khiêm nhường rằng hãy trở lại với tôi, trừ phi anh hoàn toàn không có lỗi và trong trường hợp anh đã lựa chọn sai trong cái ngành công nghiệp chết tiệt này - một sự tha thứ cho sự xúc phạm của anh và cho phép anh ấy tiếp tục có những đóng góp to lớn cho nghệ thuật công chúng mà không còn phải hổ thẹn nữa".
Sau bài phát biểu, 2 người bạn đã ôm nhau trên sân khấu giữa những tiếng vỗ tay của mọi người.
Downey cho biết, khoảng thời gian ông ở trong tù đã thay đổi một chút quan điểm chính trị của ông: "Tôi có một quan điểm chính trị thật sự thú vị, và đó không phải là điều tôi luôn luôn nói quá lớn ở bàn tiệc tối nay. Nhưng bạn không thể khoác trên mình một bộ đồ đi tiệc đêm 2000$ ở La Mirage để đi đến trại cải tạo, hiểu được điều này rồi sau đó đi ra như một người tự do được. Bạn không thể. Tôi cũng không mong kinh nghiệm này sẽ tới với ai đó, nhưng thực sự điều này rất có giá trị giáo dục với tôi, nó đã giúp tôi định hình được phương hướng cũng như quan điểm chính trị của mình kể từ đó."

## Danh sách phim

### Điện ảnh
| Năm  | Tên phim                                     | Vai diễn                         | Ghi chú                 |
| ---- | -------------------------------------------- | -------------------------------- | ----------------------- |
| 1970 | Pound                                        | Puppy                            |                         |
| 1972 | Greaser's Palace                             |                                  |                         |
| 1975 | Moment to Moment                             |                                  | Không được công nhận    |
| 1980 | Up the Academy                               |                                  | Không được công nhận    |
| 1983 | Baby It's You                                | Stewart                          |                         |
| 1984 | Firstborn                                    | Lee                              |                         |
| 1985 | Deadwait                                     |                                  | Phim ngắn               |
| 1985 | Tuff Turf                                    | Jimmy Parker                     | Công nhận               |
| 1985 | Weird Science                                | Ian                              | Công nhận               |
| 1986 | Back to School                               | Derek Lutz                       |                         |
| 1986 | America                                      | Paulie Hackley                   |                         |
| 1987 | The Pick-up Artist                           | Jack Jericho                     | Công nhận               |
| 1987 | Less Than Zero                               | Julian Wells                     |                         |
| 1988 | Johnny Be Good                               | Leo Wiggins                      |                         |
| 1988 | 1969                                         | Ralph Karr                       |                         |
| 1988 | Rented Lips                                  | Wolf Dangler                     |                         |
| 1989 | That's Adequate                              | Albert Einstein                  |                         |
| 1989 | True Believer                                | Roger Baron                      |                         |
| 1989 | Chances Are                                  | Alex Finch                       |                         |
| 1990 | Air America                                  | Billy Covington                  |                         |
| 1991 | Too Much Sun                                 | Reed Richmond                    |                         |
| 1991 | Soapdish                                     | David Seton Barnes               |                         |
| 1992 | Chaplin                                      | Charlie Chaplin                  |                         |
| 1993 | Heart and Souls                              | Thomas Reilly                    |                         |
| 1993 | The Last Party                               | Himself                          | Đồng thời là biên kịch  |
| 1993 | Short Cuts                                   | Bill Bush                        |                         |
| 1994 | Hail Caesar                                  | Jerry                            |                         |
| 1994 | A Century of Cinema                          | Cá nhân                          |                         |
| 1994 | Natural Born Killers                         | Wayne Gale                       |                         |
| 1994 | Only You                                     | Peter Wright (Damon Bradley)     |                         |
| 1995 | Mr. Willowby's Christmas Tree                | Mr. Willowby                     |                         |
| 1995 | Richard III                                  | Earl Rivers                      |                         |
| 1995 | Home for the Holidays                        | Tommy Larson                     |                         |
| 1995 | Restoration                                  | Robert Merivel                   |                         |
| 1997 | Danger Zone                                  | Jim Scott                        |                         |
| 1997 | One Night Stand                              | Charlie                          |                         |
| 1997 | Two Girls and a Guy                          | Blake Allen                      |                         |
| 1997 | Hugo Pool                                    | Franz Mazur                      |                         |
| 1998 | The Gingerbread Man                          | Clyde Pell                       |                         |
| 1998 | U.S. Marshals                                | Special Agent John Royce         |                         |
| 1999 | In Dreams                                    | Vivian Thompson                  |                         |
| 1999 | Friends & Lovers                             | Hans                             |                         |
| 1999 | Bowfinger                                    | Jerry Renfro                     |                         |
| 1999 | Black and White                              | Terry Donager                    |                         |
| 2000 | Wonder Boys                                  | Terry Crabtree                   |                         |
| 2000 | Auto Motives                                 | Rob                              | Phim ngắn               |
| 2002 | Lethargy                                     | Animal therapist                 | Phim ngắn               |
| 2003 | Whatever We Do                               | Bobby                            | Phim ngắn               |
| 2003 | The Singing Detective                        | Dan Dark                         |                         |
| 2003 | Charlie: The Life and Art of Charles Chaplin | Himself                          |                         |
| 2003 | Gothika                                      | Pete Graham                      |                         |
| 2004 | Eros                                         | Nick Penrose                     | Phân đoạn: Equilibrium  |
| 2005 | Game 6                                       | Steven Schwimmer                 |                         |
| 2005 | The Outsider                                 |                                  |                         |
| 2005 | Kiss Kiss Bang Bang                          | Harry Lockhart                   |                         |
| 2005 | Good Night, and Good Luck                    | Joseph Wershba                   |                         |
| 2005 | Hubert Selby Jr: It/ll Be Better Tomorrow    | Narrator                         | Phim tài liệu           |
| 2006 | The Shaggy Dog                               | Dr. Kozak                        |                         |
| 2006 | A Scanner Darkly                             | James Barris                     |                         |
| 2006 | A Guide to Recognizing Your Saints           | Dito Montiel                     | Đồng sản xuất           |
| 2006 | Fur: An Imaginary Portrait of Diane Arbus    | Lionel Sweeney                   |                         |
| 2007 | Zodiac                                       | Paul Avery                       |                         |
| 2007 | Lucky You                                    | Telephone Jack                   | Khách mời               |
| 2008 | Charlie Bartlett                             | Principal Nathan Gardner         |                         |
| 2008 | Iron Man                                     | Tony Stark / Người Sắt           |                         |
| 2008 | The Incredible Hulk                          | Tony Stark / Người Sắt           | Khách mời               |
| 2008 | Tropic Thunder                               | Kirk Lazarus/Sgt. Lincoln Osiris |                         |
| 2009 | The Soloist                                  | Steve Lopez                      |                         |
| 2009 | Sherlock Holmes                              | Sherlock Holmes                  |                         |
| 2010 | Iron Man 2                                   | Tony Stark / Người Sắt           |                         |
| 2010 | Love & Distrust                              | Rob                              | phân đoạn: Auto Motives |
| 2010 | Due Date                                     | Peter Highman                    |                         |
| 2011 | Sherlock Holmes: A Game of Shadows           | Sherlock Holmes                  |                         |
| 2011 | The Consultant                               | Tony Stark / Người Sắt           | Phim ngắn               |
| 2012 | The Avengers                                 | Tony Stark / Người Sắt           |                         |
| 2013 | Iron Man 3                                   | Tony Stark / Người Sắt           |                         |
| 2014 | Chef                                         |                                  | Hậu kì                  |
| 2014 | The Judge                                    | Hank Palmer                      | Hậu kì                  |
| 2015 | Avengers: Age of Ultron                      | Tony Stark / Người Sắt           |                         |
| 2016 | The Nice Guys                                | Sid Shattuck                     | Uncredited cameo        |
| 2016 | Captain America: Civil War                   | Tony Stark / Người Sắt           |                         |
| 2017 | Spider-Man: Homecoming                       | Tony Stark / Người Sắt           |                         |
| 2018 | Avengers: Infinity War                       | Tony Stark / Người Sắt           |                         |
| 2019 | Avengers: Endgame                            | Tony Stark / Người Sắt           |                         |
| 2020 | Bác sĩ Dolittle: Chuyến phiêu lưu thần thoại | Bác sĩ John Dolittle             |                         |
| 2023 | Oppenheimer                                  | Lewis Strauss                    |                         |

### Truyền hình
| Năm  | Tên phim            | Vai diễn              | Ghi chú                                                      |
| ---- | ------------------- | --------------------- | ------------------------------------------------------------ |
| 1985 | Saturday Night Live | Cast member           | Series truyền hình nhiều tập (18)                            |
| 2000 | Ally McBeal         | Larry Paul            | Series truyền hình nhiều tập (22)                            |
| 2005 | Family Guy          | Patrick Pewterschmidt | Series truyền hình (tham gia 1 tập: "The Fat Guy Strangler") |

## Danh sách giải thưởng và đề cử

### Giải Oscar
| Năm  | Phim           | Hạng mục                          | Kết quả  |
| ---- | -------------- | --------------------------------- | -------- |
| 1993 | Chaplin        | Nam diễn viên chính xuất sắc nhất | Đề cử    |
| 2009 | Tropic Thunder | Nam diễn viên phụ xuất sắc nhất   | Đề cử    |
| 2024 | Oppenheimer    | Nam diễn viên phụ xuất sắc nhất   | Đạt giải |

### Giải thưởng Quả Cầu Vàng
| Năm  | Phim            | Hạng mục                                                              | Kết quả  |
| ---- | --------------- | --------------------------------------------------------------------- | -------- |
| 1993 | Chaplin         | Nam diễn viên chính xuất sắc nhất - Phim chính kịch                   | Đề cử    |
| 1994 | Short Cuts      | Nam diễn viên xuất sắc nhất                                           | Đạt giải |
| 2001 | Ally McBeal     | Nam diễn viên phụ xuất sắc nhất - Truyền hình, Series hoặc Miniseries | Đạt giải |
| 2009 | Tropic Thunder  | Nam diễn viên phụ xuất sắc nhất                                       | Đề cử    |
| 2010 | Sherlock Holmes | Nam diễn viên chính xuất sắc nhất - Phim Hài / Ca nhạc                | Đạt giải |

### Giải thưởng BAFTA
| Năm  | Phim           | Hạng mục                          | Kết quả  |
| ---- | -------------- | --------------------------------- | -------- |
| 1993 | Chaplin        | Nam diễn viên chính xuất sắc nhất | Đạt giải |
| 2009 | Tropic Thunder | Nam diễn viên phụ xuất sắc nhất   | Đề cử    |

### Giải thưởng Empire
| Năm  | Phim            | Hạng mục                          | Kết quả |
| ---- | --------------- | --------------------------------- | ------- |
| 2009 | Iron Man        | Nam diễn viên chính xuất sắc nhất | Đề cử   |
| 2010 | Sherlock Holmes | Nam diễn viên chính xuất sắc nhất | Đề cử   |
| 2012 | The Avengers    | Nam diễn viên chính xuất sắc nhất | Đề cử   |

### Giải thưởng Kids' Choice
| Năm  | Phim         | Hạng mục                  | Kết quả |
| ---- | ------------ | ------------------------- | ------- |
| 2011 | Iron Man 2   | Favorite Male Butt Kicker | Đề cử   |
| 2013 | The Avengers | Favorite Male Butt Kicker | Đề cử   |

### Giải thưởng MTV Movie
| Năm  | Phim            | Hạng mục                                        | Kết quả  |
| ---- | --------------- | ----------------------------------------------- | -------- |
| 2009 | Iron Man        | Nam diễn viên có màn trình diễn xuất sắc nhất   | Đề cử    |
| 2010 | Sherlock Holmes | Màn đấu hay nhất (cùng với Mark Strong)         | Đề cử    |
| 2011 | Cá nhân         | Biggest Badass Star                             | Đề cử    |
| 2013 | The Avengers    | Màn đấu hay nhất (cùng với biệt đội Avengers)   | Đạt giải |
| 2013 | The Avengers    | Anh hùng xuất sắc nhất                          | Đề cử    |
| 2013 | The Avengers    | Bộ đôi hay nhất trên màn ảnh (với Mark Ruffalo) | Đề cử    |

### Giải thưởng People's Choice
| Năm  | Phim         | Hạng mục                                                     | Kết quả  |
| ---- | ------------ | ------------------------------------------------------------ | -------- |
| 2009 | Cá nhân      | Ngôi sao hành động được yêu thích nhất                       | Đề cử    |
| 2009 | Cá nhân      | Diễn viên điện ảnh được yêu thích nhất                       | Đề cử    |
| 2009 | Iron Man     | Siêu anh hùng được yêu thích nhất                            | Đề cử    |
| 2011 | Cá nhân      | Ngôi sao hành động được yêu thích nhất                       | Đề cử    |
| 2011 | Cá nhân      | Diễn viên điện ảnh được yêu thích nhất                       | Đề cử    |
| 2011 | Iron Man 2   | Nhóm được yêu thích nhất trên màn ảnh (cùng với Don Cheadle) | Đề cử    |
| 2013 | The Avengers | Ngôi sao hành động được yêu thích nhất                       | Đề cử    |
| 2013 | The Avengers | Diễn viên điện ảnh được yêu thích nhất                       | Đạt giải |
| 2013 | The Avengers | Siêu anh hùng được yêu thích nhất                            | Đạt giải |
| 2014 | Iron Man 3   | Diễn viên điện ảnh được yêu thích nhất                       | Đạt giải |

### Giải thưởng Satellite
| Năm  | Phim                                 | Hạng mục                                               | Kết quả |
| ---- | ------------------------------------ | ------------------------------------------------------ | ------- |
| 2004 | The Singing Detective                | Nam diễn viên chính xuất sắc nhất - Phim Hài / Ca nhạc | Đề cử   |
| 2005 | Kiss Kiss Bang Bang                  | Nam diễn viên chính xuất sắc nhất - Phim Hài / Ca nhạc | Đề cử   |
| 2005 | "Broken" (trong Kiss Kiss Bang Bang) | Bài hát gốc trong phim hay nhất (cùng với Mark Hudson) | Đề cử   |
| 2008 | Tropic Thunder                       | Nam diễn viên phụ xuất sắc nhất                        | Đề cử   |

### Giải thưởng Saturn
| Năm  | Phim                | Hạng mục                          | Kết quả  |
| ---- | ------------------- | --------------------------------- | -------- |
| 1994 | Heart and Souls     | Nam diễn viên chính xuất sắc nhất | Đạt giải |
| 2006 | Kiss Kiss Bang Bang | Nam diễn viên chính xuất sắc nhất | Đề cử    |
| 2009 | Iron Man            | Nam diễn viên chính xuất sắc nhất | Đạt giải |
| 2010 | Sherlock Holmes     | Nam diễn viên chính xuất sắc nhất | Đề cử    |
| 2011 | Iron Man 2          | Nam diễn viên chính xuất sắc nhất | Đề cử    |

### Giải thưởng Teen Choice
| Năm  | Phim                               | Hạng mục                                    | Kết quả  |
| ---- | ---------------------------------- | ------------------------------------------- | -------- |
| 2008 | Iron Man                           | Bình chọn diễn viên: Hành động phiêu lưu    | Đề cử    |
| 2009 | Tropic Thunder                     | Choice Movie Hissy Fit                      | Đề cử    |
| 2010 | Sherlock Holmes                    | Bình chọn diễn viên: Hành động phiêu lưu    | Đề cử    |
| 2010 | Iron Man 2                         | Bình chọn diễn viên: Khoa học viễn tưởng    | Đề cử    |
| 2010 | Iron Man 2                         | Bình chọn phim: Điệu nhảy                   | Đề cử    |
| 2010 | Iron Man 2                         | Bình chọn phim:: Màn đấu (với Don Cheadle)  | Đề cử    |
| 2011 | Due Date                           | Choice Movie Hissy Fit                      | Đề cử    |
| 2012 | Sherlock Holmes: A Game of Shadows | Bình chọn diễn viên: Hành động phiêu lưu    | Đề cử    |
| 2012 | The Avengers                       | Bình chọn diễn viên: Khoa học viễn tưởng    | Đề cử    |
| 2012 | The Avengers                       | Bình chọn ngôi sao mùa hè: Nam diễn viên    | Đề cử    |
| 2013 | Iron Man 3                         | Bình chọn diễn viên: Hành động              | Đạt giải |
| 2013 | Iron Man 3                         | Bình chọn diễn viên: Khoa học viễn tưởng    | Đề cử    |
| 2013 | Iron Man 3                         | Bình chọn phim: Chemistry (với Don Cheadle) | Đề cử    |

### Giải thưởng Screen Actors Guild
| Năm  | Phim                      | Hạng mục                                                     | Kết quả  |
| ---- | ------------------------- | ------------------------------------------------------------ | -------- |
| 2001 | Ally McBeal               | Diễn viên có màn trình diễn nổi bật - Series truyền hình hài | Đạt giải |
| 2001 | Ally McBeal               | Nhóm có màn trình diễn nổi bật - Series truyền hình hài      | Đề cử    |
| 2006 | Good Night, and Good Luck | Diễn viên có màn trình diễn nổi bật                          | Đề cử    |
| 2009 | Tropic Thunder            | Diễn viên phụ có màn trình diễn nổi bật                      | Đề cử    |

### Giải thưởng Primetime Emmy
| Năm  | Phim        | Hạng mục                                    | Kết quả |
| ---- | ----------- | ------------------------------------------- | ------- |
| 2001 | Ally McBeal | Diễn viên phụ nổi bật trong Series phim hài | Đề cử   |